# Bezbarwny Tsukuru Tazaki i lata jego pielgrzymstwa
Bezbarwny Tsukuru Tazaki i lata jego pielgrzymstwa (jap. 色彩を持たない多崎つくると、彼の巡礼の年 Shikisai o motanai Tazaki Tsukuru to, kare no junrei no toshi) – powieść japońskiego pisarza Harukiego Murakamiego.
Powieść została wydana w Japonii w kwietniu 2013 roku i stała się bestsellerem. W Polsce powieść ta ukazała się w październiku tego samego roku nakładem Wydawnictwa Muza S.A.

## Zarys fabuły
Życie głównego bohatera Tsukuru Tazaki nieodwracalnie zmieniło się, gdy relacje z jego najlepszymi przyjaciółmi ze szkoły zostały nagle zerwane. Kilkanaście lat później za namową swojej dziewczyny Sary, Tsukuru postanawia porozmawiać ze swoimi przyjaciółmi ze szkolnych lat, aby zrozumieć, dlaczego został odrzucony. Tsukuru odwiedza przyjaciół w Nagoi i Finlandii, jednego po drugim, i odkrywa prawdziwy powód, dlaczego ich stosunki zostały zerwane.